# Sterling Campbell
Sterling Campbell (* 3. května 1964 New York) je americký bubeník. Byl členem skupin Duran Duran (1989–1991) a Soul Asylum (1995–1998). Byl dlouholetým spolupracovníkem Davida Bowieho. Spolupracoval rovněž s The B-52's, Cyndi Lauper, Tinou Turner, Davidem Byrne nebo Rufusem Wainwrightem.